# Suberites concinnus
Suberites concinnus är en svampdjursart som beskrevs av Lawrence Morris Lambe 1900. Suberites concinnus ingår i släktet Suberites och familjen Suberitidae. Inga underarter finns listade i Catalogue of Life.